# Lijst van gemeentelijke monumenten in Oost Gelre

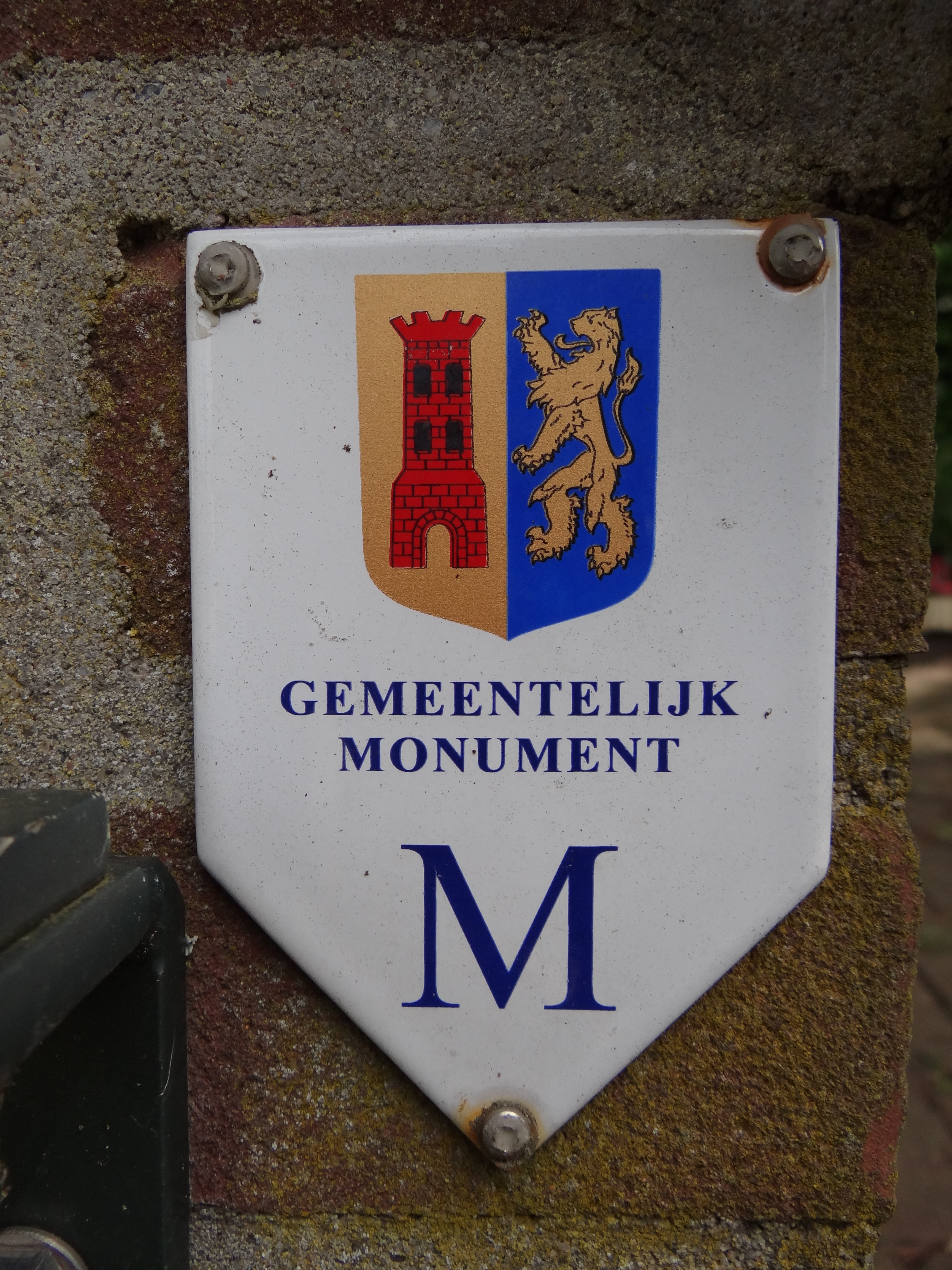

De gemeente Oost Gelre telt 146 gemeentelijke monumenten (2009).

## Groenlo
| Object                                                  | Bouwjaar      | Architect | Locatie                  | Coördinaten                  | Nr.       | Afbeelding                                              |
| ------------------------------------------------------- | ------------- | --------- | ------------------------ | ---------------------------- | --------- | ------------------------------------------------------- |
| stadsboerderij (vakwerk)                                | 18e eeuw      |           | Bastionstraat 2          | 52° 2' 37" NB, 6° 37' 3" OL  | 1586/GL01 | stadsboerderij (vakwerk)                                |
| Voormalig woonhuis/bankgebouw                           | ca. 1880      |           | Beltrumsestraat 3-5 a-e  | 52° 2' 33" NB, 6° 36' 59" OL | 1586/GL02 | Voormalig woonhuis/bankgebouw                           |
| woonhuis/winkelpand, eclectisme                         | ca. 1880      |           | Beltrumsestraat 14       | 52° 2' 34" NB, 6° 36' 57" OL | 1586/GL03 | woonhuis/winkelpand, eclectisme                         |
| woonhuis/winkelpand                                     | ca. 1910-'20  |           | Beltrumsestraat 15       | 52° 2' 33" NB, 6° 36' 57" OL | 1586/GL04 | woonhuis/winkelpand                                     |
| woonhuis, eclectisme                                    | ca. 1880      |           | Beltrumsestraat 16       | 52° 2' 34" NB, 6° 36' 56" OL | 1586/GL05 | woonhuis, eclectisme                                    |
| bakkerij                                                | 1910          |           | Beltrumsestraat 28       | 52° 2' 34" NB, 6° 36' 53" OL | 1586/GL06 | bakkerij                                                |
| woonhuis/winkelpand, eclectisme                         | 1850          |           | Beltrumsestraat 33       | 52° 2' 33" NB, 6° 36' 52" OL | 1586/GL07 | woonhuis/winkelpand, eclectisme                         |
| woonhuis/winkelpand: Huys De Polvertoren                | ca. 1875      |           | Beltrumsestraat 42       | 52° 2' 34" NB, 6° 36' 48" OL | 1586/GL08 | woonhuis/winkelpand: Huys De Polvertoren                |
| woonhuis/winkelpand, eclectisme                         | 1850/1875     |           | Beltrumsestraat 44 46    | 52° 2' 34" NB, 6° 36' 48" OL | 1586/GL09 | woonhuis/winkelpand, eclectisme                         |
| winkelpand, eclectisme                                  | ca. 1870      |           | Beltrumsestraat 45       | 52° 2' 33" NB, 6° 36' 49" OL | 1586/GL10 | winkelpand, eclectisme                                  |
|                                                         |               |           | Beltrumsestraat 51 53    | 52° 2' 32" NB, 6° 36' 47" OL | 1586/     |                                                         |
| woonhuis/winkelpand (drogisterij)                       | ca. 1910      |           | Beltrumsestraat 54       | 52° 2' 33" NB, 6° 36' 48" OL | 1586/GL11 | woonhuis/winkelpand (drogisterij)                       |
| brugleuning over de gracht                              | ca. 1832      |           | Beltrumsestraat          | 52° 2' 31" NB, 6° 36' 45" OL | 1586/GL12 | brugleuning over de gracht                              |
| boerderij Scheurlink                                    | 1926-1927     |           | Boerijendijk 2           | 52° 2' 59" NB, 6° 38' 19" OL | 1586/GL13 | boerderij Scheurlink                                    |
| woonhuis                                                | ca. 1900      |           | Borculoseweg 13          | 52° 2' 34" NB, 6° 36' 38" OL | 1586/GL14 | woonhuis                                                |
| directeursvilla Adriana, neo-klassiek, Um 1800-stijl    | 1909          |           | Eibergseweg 1            | 52° 2' 41" NB, 6° 37' 4" OL  | 1586/GL15 | Meer afbeeldingen                                       |
| woonhuis                                                | ca. 1830-'50  |           | Ganzenmarkt 6            | 52° 2' 30" NB, 6° 36' 57" OL | 1586/GL16 | woonhuis                                                |
| woonhuis/winkelpand, eclectisme                         | ca. 1900      |           | Ganzenmarkt 7            | 52° 2' 29" NB, 6° 36' 57" OL | 1586/GL17 | woonhuis/winkelpand, eclectisme                         |
| woonhuis                                                | 19e eeuw      |           | Goudsmitstraat 6         | 52° 2' 32" NB, 6° 36' 54" OL | 1586/GL18 | woonhuis                                                |
| woonhuis, chaletstijl                                   | 19e eeuw      |           | Goudsmitstraat 10        | 52° 2' 32" NB, 6° 36' 55" OL | 1586/GL19 | woonhuis, chaletstijl                                   |
| begraafplaats met lijkenhuisje en hekwerk (art deco)    | 1910          |           | Halve Maanweg 11         | 52° 2' 44" NB, 6° 37' 1" OL  | 1586/GL20 | begraafplaats met lijkenhuisje en hekwerk (art deco)    |
| Voormalig woonhuis / Huis van Bewaring                  | 1865          |           | Kevelderstraat 1         | 52° 2' 32" NB, 6° 37' 2" OL  | 1586/GL21 | Voormalig woonhuis / Huis van Bewaring                  |
| woonhuis/café Geboortehuys Grolsch                      | ca. 1860      |           | Kevelderstraat 15 17/19  | 52° 2' 30" NB, 6° 37' 0" OL  | 1586/GL22 | woonhuis/café Geboortehuys Grolsch                      |
| woonhuis / vm bakkerij, eclectisme                      | 1880-1890     |           | Kevelderstraat 21 23     | 52° 2' 30" NB, 6° 36' 60" OL | 1586/GL23 | woonhuis / vm bakkerij, eclectisme                      |
| woonhuis/winkelpand (vakwerk)                           | 18e eeuw      |           | Kevelderstraat 24        | 52° 2' 30" NB, 6° 36' 59" OL | 1586/GL24 | woonhuis/winkelpand (vakwerk)                           |
| woonhuis                                                | ca. 1850      |           | Lepelstraat 21           | 52° 2' 32" NB, 6° 36' 48" OL | 1586/GL25 | woonhuis                                                |
| woonhuis                                                | ca. 1910-'20  |           | Lichtenvoordseweg 35     | 52° 2' 14" NB, 6° 37' 5" OL  | 1586/GL26 | woonhuis                                                |
| woonhuis/bakkerij (vakwerk)                             | 17e eeuw      |           | Lievelderstraat 12       | 52° 2' 29" NB, 6° 37' 2" OL  | 1586/GL27 | woonhuis/bakkerij (vakwerk)                             |
| woonhuis/winkelpand (vakwerk)                           | 1650          |           | Lievelderstraat 13 a-e   | 52° 2' 28" NB, 6° 37' 4" OL  | 1586/GL28 | woonhuis/winkelpand (vakwerk)                           |
| woonhuis/winkelpand (vakwerk)                           | 17e eeuw      |           | Lievelderstraat 20       | 52° 2' 28" NB, 6° 37' 3" OL  | 1586/GL29 | woonhuis/winkelpand (vakwerk)                           |
| woonhuis (vakwerk)                                      | 17e eeuw      |           | Lievelderstraat 27       | 52° 2' 27" NB, 6° 37' 4" OL  | 1586/GL30 | woonhuis (vakwerk)                                      |
| woonhuis                                                | ca. 1870-'80  |           | Lievelderstraat 48       | 52° 2' 21" NB, 6° 37' 7" OL  | 1586/GL31 | woonhuis                                                |
| woonhuis                                                | ca. 1870-'80  |           | Lievelderstraat 49       | 52° 2' 23" NB, 6° 37' 6" OL  | 1586/GL32 | woonhuis                                                |
| Theekoepel, inrijhek, bouwfragmenten, buitentuin Pomona | 1902          |           | Marhulzenweg             | 52° 2' 37" NB, 6° 37' 15" OL | 1586/GL33 | Theekoepel, inrijhek, bouwfragmenten, buitentuin Pomona |
| Woonhuis/winkelpand                                     | 19e eeuw      |           | Markt 2 2A               | 52° 2' 33" NB, 6° 37' 3" OL  | 1586/GL34 | Woonhuis/winkelpand                                     |
| Stadhuis van Groenlo                                    | 1875          |           | Mattelierstraat 2        | 52° 2' 32" NB, 6° 37' 2" OL  | 1586/GL35 | Meer afbeeldingen                                       |
| Kerkhof met grafmonumenten                              | 18e eeuw      |           | Mattelierstraat 5        | 52° 2' 33" NB, 6° 37' 7" OL  | 1586/GL36 | Meer afbeeldingen                                       |
| Flentrop-orgel, neobarok in de Oude Calixtuskerk        | 1951          |           | Mattelierstraat 5        | 52° 2' 32" NB, 6° 37' 5" OL  | 1586/GL37 | Meer afbeeldingen                                       |
| winkelpanden/opslag                                     | 19e eeuw      |           | Mattelierstraat 8        | 52° 2' 31" NB, 6° 37' 3" OL  | 1586/GL38 | winkelpanden/opslag                                     |
| Woonhuis/winkelpand                                     | 19e eeuw      |           | Mattelierstraat 6        | 52° 2' 32" NB, 6° 37' 3" OL  | 1586/GL39 | Woonhuis/winkelpand                                     |
| Voormalig Nederlands-Hervormd pastorie, kantoor         | 1904          |           | Mattelierstraat 19       | 52° 2' 29" NB, 6° 37' 7" OL  | 1586/GL40 | Voormalig Nederlands-Hervormd pastorie, kantoor         |
| winkelpand                                              | 19e eeuw      |           | Mattelierstraat 31       | 52° 2' 28" NB, 6° 37' 9" OL  | 1586/GL41 | winkelpand                                              |
| Voormalig meesterswoning met school                     | ca. 1880      |           | Mattelierstraat 33       | 52° 2' 28" NB, 6° 37' 9" OL  | 1586/GL42 | Voormalig meesterswoning met school                     |
| woonhuis/winkelpand                                     | 18e eeuw      |           | Nieuwestraat 3           | 52° 2' 35" NB, 6° 37' 1" OL  | 1586/GL43 | woonhuis/winkelpand                                     |
| woonhuis                                                | ca. 1900      |           | Nieuwestraat 5           | 52° 2' 35" NB, 6° 37' 2" OL  | 1586/GL44 | woonhuis                                                |
| helft van een dubbel woonhuis                           | 20e eeuw      |           | Nieuwstad 3              | 52° 2' 28" NB, 6° 36' 59" OL | 1586/GL45 | helft van een dubbel woonhuis                           |
| helft van een dubbel woonhuis                           | 20e eeuw      |           | Nieuwstad 5              | 52° 2' 28" NB, 6° 36' 59" OL | 1586/GL46 | helft van een dubbel woonhuis                           |
| woonhuis/winkelpand                                     | 19e eeuw      |           | Nieuwstad 8              | 52° 2' 28" NB, 6° 36' 58" OL | 1586/GL47 | woonhuis/winkelpand                                     |
| woonhuis                                                | 19e eeuw      |           | Nieuwstad 13             | 52° 2' 27" NB, 6° 36' 60" OL | 1586/GL48 | woonhuis                                                |
| woonhuis                                                | 19e eeuw      |           | Nieuwstad 15             | 52° 2' 27" NB, 6° 36' 60" OL | 1586/GL49 | woonhuis                                                |
| Voormalig klooster/weeshuis/school                      | 1866/1930     |           | Nieuwstad 14-60          | 52° 2' 25" NB, 6° 36' 60" OL | 1586/GL50 | Voormalig klooster/weeshuis/school                      |
| Voormalig bakkerij / woonhuis                           | 18e eeuw      |           | Notenboomstraat 10       | 52° 2' 36" NB, 6° 37' 0" OL  | 1586/GL51 | Voormalig bakkerij / woonhuis                           |
| stadsboerderij (vakwerk)                                | 18e eeuw      |           | Notenboomstraat 13       | 52° 2' 35" NB, 6° 36' 59" OL | 1586/GL52 | stadsboerderij (vakwerk)                                |
| rechterhelft dubbel woonhuis                            | 17e eeuw/1900 |           | Notenboomstraat 14       | 52° 2' 36" NB, 6° 36' 59" OL | 1586/GL53 | rechterhelft dubbel woonhuis                            |
| stadsboerderij (vakwerk)                                | 18e eeuw      |           | Notenboomstraat 21       | 52° 2' 36" NB, 6° 36' 57" OL | 1586/GL54 | stadsboerderij (vakwerk)                                |
| Boerderij Panneman                                      | 1930          |           | Oude Borculoseweg 8      | 52° 3' 20" NB, 6° 36' 55" OL | 1586/GL55 | Boerderij Panneman                                      |
| Boerderij Klein Stikken                                 | 1936-1937     |           | Oude Winterswijkseweg 47 | 52° 1' 51" NB, 6° 38' 22" OL | 1586/GL56 | Boerderij Klein Stikken                                 |
| Villa Banninghof, overgangsarchitectuur                 | 1916          |           | Ruurloseweg 59           | 52° 2' 28" NB, 6° 36' 3" OL  | 1586/GL57 | Villa Banninghof, overgangsarchitectuur                 |
| School St. Joseph                                       | 1890          |           | Schralenstein 2          | 52° 2' 23" NB, 6° 37' 2" OL  | 1586/GL58 | School St. Joseph                                       |
| Stationsgebouw + woning type G.O.L.S. groot             | 1886          |           | Stationslaan 11          | 52° 2' 23" NB, 6° 37' 25" OL | 1586/GL59 | Meer afbeeldingen                                       |
| Kantoor/villa De Linde, overgangsarchitectuur           | 1907          |           | Winterswijkseweg 26      | 52° 2' 14" NB, 6° 37' 19" OL | 1586/GL60 | Kantoor/villa De Linde, overgangsarchitectuur           |
| Boerderij Nieuw Wallerbosch                             | 1940          |           | Winterswijkseweg 64      | 52° 1' 53" NB, 6° 37' 33" OL | 1586/GL61 | Boerderij Nieuw Wallerbosch                             |
| twee woonhuizen met achterhuis Ruimzicht en Alberdine   | 1910/1918     |           | Winterswijkseweg 76 78   | 52° 1' 11" NB, 6° 38' 15" OL | 1586/GL62 | twee woonhuizen met achterhuis Ruimzicht en Alberdine   |
| Kapel Molenberg                                         | 1936          |           | Ziekenhuisstraat 16      | 52° 2' 26" NB, 6° 36' 50" OL | 1586/GL64 | Kapel Molenberg                                         |

## Harreveld
| Object                           | Bouwjaar  | Architect | Locatie            | Coördinaten                   | Nr.       | Afbeelding                       |
| -------------------------------- | --------- | --------- | ------------------ | ----------------------------- | --------- | -------------------------------- |
| Voormalig pastorie en tussenbouw |           |           | Kerkstraat 38 40a  | 51° 58' 44" NB, 6° 30' 57" OL | 1586/HV01 | Voormalig pastorie en tussenbouw |
| gevels straatzijde basisschool   | 1922      |           | Kerkstraat 44      | 51° 58' 47" NB, 6° 30' 55" OL | 1586/HV02 | gevels straatzijde basisschool   |
| Voormalig onderwijzerswoning     | 1922      |           | Kerkstraat 46      | 51° 58' 47" NB, 6° 30' 54" OL | 1586/HV03 | Voormalig onderwijzerswoning     |
| boerderij                        | 1926      |           | Landstraat 26      | 51° 58' 35" NB, 6° 28' 25" OL | 1586/HV04 | boerderij                        |
| boerderij De Lindeboom           | 1928      |           | Lindeboomweg 33 35 | 51° 58' 29" NB, 6° 30' 11" OL | 1586/HV05 | boerderij De Lindeboom           |
| T-boerderij                      | 1919/1928 |           | Manschotterweg 12  | 51° 59' 4" NB, 6° 32' 3" OL   | 1586/HV06 | T-boerderij                      |

## Lichtenvoorde
| Object                                                 | Bouwjaar  | Architect | Locatie                   | Coördinaten                   | Nr.       | Afbeelding                                             |
| ------------------------------------------------------ | --------- | --------- | ------------------------- | ----------------------------- | --------- | ------------------------------------------------------ |
| kruisbeeld                                             | 1947      |           | Aaltenseweg               |                               | 1586/LT02 | kruisbeeld                                             |
| houten kruis                                           | 1947/1982 |           | Boschlaan/Hemmeledijk     | 52° 1' 23" NB, 6° 32' 31" OL  | 1586/LT05 | houten kruis                                           |
| Kruisbeeld                                             | 1946/1968 |           | Boschlaan/Rouwhorsterdijk | 51° 59' 44" NB, 6° 33' 26" OL | 1586/LT06 | Kruisbeeld                                             |
| Hallenhuisboerderij met bakhuis                        | 18e eeuw  |           | Boschlaan 3               | 51° 59' 39" NB, 6° 33' 27" OL | 1586/LT04 | Hallenhuisboerderij met bakhuis                        |
| Hartman                                                |           |           | Boschlaan 5               | 51° 59' 48" NB, 6° 33' 22" OL | 1586/     | Meer afbeeldingen                                      |
| klooster (zonder achterhuizen)                         | 1879      |           | Broekboomstraat 29 31     | 51° 59' 6" NB, 6° 33' 56" OL  | 1586/LT07 | klooster (zonder achterhuizen)                         |
| helft van een dubbel woonhuis, Late Amsterdamse School | 1933      |           | Dijkstraat 6              | 51° 59' 13" NB, 6° 34' 9" OL  | 1586/LT08 | helft van een dubbel woonhuis, Late Amsterdamse School |
| villa, overgangsarchitectuur                           | 1924      |           | Dijkstraat 19             | 51° 59' 14" NB, 6° 34' 12" OL | 1586/LT09 | villa, overgangsarchitectuur                           |
| woonhuis, overgangsarchitectuur                        | 1905-1910 |           | Dijkstraat 21             | 51° 59' 14" NB, 6° 34' 13" OL | 1586/LT10 | woonhuis, overgangsarchitectuur                        |
| meestershuis voormalige Openbare School                | 1887      |           | Dijkstraat 28 28a         | 51° 59' 14" NB, 6° 34' 19" OL | 1586/LT11 | meestershuis voormalige Openbare School                |
| Voormalig openbare school Den Diek                     | 1887      |           | Dijkstraat 30 32          | 51° 59' 14" NB, 6° 34' 21" OL | 1586/LT12 | Voormalig openbare school Den Diek                     |
| villa, overgangsarchitectuur                           | 1900-1905 |           | Dijkstraat 33             | 51° 59' 15" NB, 6° 34' 17" OL | 1586/LT13 | villa, overgangsarchitectuur                           |
| Hallenhuisboerderij met schuur 't Huinink              | 1770/1929 |           | Europaweg 9               | 51° 59' 48" NB, 6° 34' 10" OL | 1586/LT14 | Hallenhuisboerderij met schuur 't Huinink              |
| Rooms-katholieke Begraafplaats/diverse graven          | 1828      |           | Kerkhoflaan 12b           | 51° 59' 26" NB, 6° 33' 54" OL | 1586/LT15 | Rooms-katholieke Begraafplaats/diverse graven          |
| woonhuis (met horeca), neo-hollandse renaissance       | 1902      |           | Markt 1                   | 51° 59' 14" NB, 6° 34' 5" OL  | 1586/LT16 | woonhuis (met horeca), neo-hollandse renaissance       |
| Koningssteen met leeuw en wapen                        | 1874/1966 |           | Markt bij 2               | 51° 59' 14" NB, 6° 34' 4" OL  | 1586/LT17 | Koningssteen met leeuw en wapen                        |
| helft van een dubbel woonhuis, Late Amsterdamse School | 1933      |           | Nieuwe Maat 1             | 51° 59' 13" NB, 6° 34' 9" OL  | 1586/LT18 | helft van een dubbel woonhuis, Late Amsterdamse School |
| gereformeerde kerk, invloeden Amsterdamse School       | 1933      |           | Nieuwe Maat 9             | 51° 59' 10" NB, 6° 34' 12" OL | 1586/LT19 | gereformeerde kerk, invloeden Amsterdamse School       |
| Voormalig Hallenhuisboerderij                          | 19e eeuw  |           | Oude Aaltenseweg 74       | 51° 58' 21" NB, 6° 33' 53" OL | 1586/LT20 | Voormalig Hallenhuisboerderij                          |
| Maria-devotiekapel                                     | 1950      |           | Poelhuttersslatdijk       | 52° 0' 15" NB, 6° 33' 59" OL  | 1586/LT01 | Maria-devotiekapel                                     |
| stadsboerderij/café                                    | 1910/'21  |           | Rapenburgsestraat 3       | 51° 59' 14" NB, 6° 34' 1" OL  | 1586/LT24 | stadsboerderij/café                                    |
| Hotel Café Restaurant De Koppelpaarden                 | 1926      |           | Rapenburgsestraat 20      | 51° 59' 15" NB, 6° 33' 58" OL | 1586/LT21 | Hotel Café Restaurant De Koppelpaarden                 |
| pastorie RK Sint-Bonifatiuskerk                        | 1923      |           | Rapenburgsestraat 21      | 51° 59' 14" NB, 6° 33' 55" OL | 1586/LT22 | pastorie RK Sint-Bonifatiuskerk                        |
| Sint-Bonifatiuskerk                                    | 1912/1913 |           | Rapenburgsestraat 23      | 51° 59' 14" NB, 6° 33' 54" OL | 1586/LT23 | Sint-Bonifatiuskerk                                    |
| voorgevel winkel, Amsterdamse School                   | ca. 1925  |           | Rentenierstraat 6         | 51° 59' 17" NB, 6° 34' 8" OL  | 1586/LT25 | voorgevel winkel, Amsterdamse School                   |
| helft van een dubbel woonhuis                          | 19e eeuw  |           | Rentenierstraat 12        | 51° 59' 17" NB, 6° 34' 9" OL  | 1586/LT26 | helft van een dubbel woonhuis                          |
| helft van een dubbel woonhuis                          | 19e eeuw  |           | Rentenierstraat 14        | 51° 59' 17" NB, 6° 34' 10" OL | 1586/LT27 | helft van een dubbel woonhuis                          |
| gevelwand winkel-woonhuis met voormalige kleermakerij  | 19e eeuw  |           | Rentenierstraat 25        | 51° 59' 16" NB, 6° 34' 12" OL | 1586/LT28 | gevelwand winkel-woonhuis met voormalige kleermakerij  |
| stadsboerderij, woonhuis                               | 19e eeuw  |           | Varsseveldseweg 11        | 51° 59' 13" NB, 6° 33' 42" OL | 1586/LT29 | stadsboerderij, woonhuis                               |
| helft van twee onderwijzerswoningen                    | 1921      |           | Varsseveldseweg 17        | 51° 59' 10" NB, 6° 33' 36" OL | 1586/LT30 | helft van twee onderwijzerswoningen                    |
| helft van twee onderwijzerswoningen                    | 1921      |           | Varsseveldseweg 19        | 51° 59' 10" NB, 6° 33' 36" OL | 1586/LT31 | helft van twee onderwijzerswoningen                    |
| helft van een dubbel woonhuis                          | 1922      |           | Varsseveldseweg 40        | 51° 59' 12" NB, 6° 33' 37" OL | 1586/LT33 | helft van een dubbel woonhuis                          |
| helft van een dubbel woonhuis                          | 1922      |           | Varsseveldseweg 42        | 51° 59' 11" NB, 6° 33' 36" OL | 1586/LT34 | helft van een dubbel woonhuis                          |
| Hallenhuisboerderij Voskeunen                          | 1923      |           | Vondermansdijk 6          | 52° 0' 14" NB, 6° 32' 54" OL  | 1586/LT35 | Hallenhuisboerderij Voskeunen                          |
| lijkenhuisje Algemene Begraafplaats                    | 19e eeuw  |           | Vragenderweg              | 51° 59' 15" NB, 6° 34' 35" OL | 1586/LT36 | lijkenhuisje Algemene Begraafplaats                    |

## Lievelde
| Object                                            | Bouwjaar  | Architect | Locatie               | Coördinaten                   | Nr.       | Afbeelding                                        |
| ------------------------------------------------- | --------- | --------- | --------------------- | ----------------------------- | --------- | ------------------------------------------------- |
| Hallenhuisboerderij met vrijstaande schuur Braker | 1766-1931 |           | Brakerweg 1           | 52° 0' 52" NB, 6° 36' 12" OL  | 1586/LV02 | Hallenhuisboerderij met vrijstaande schuur Braker |
| T-boerderij                                       | 1895      |           | De Stegge 9 9a        | 52° 0' 23" NB, 6° 34' 47" OL  | 1586/LV03 | T-boerderij                                       |
| vrijstaande schuur                                | 19e eeuw  |           | De Stegge bij 25      | 52° 0' 51" NB, 6° 35' 8" OL   | 1586/LV04 | vrijstaande schuur                                |
| landarbeiderswoning Esboom                        | 1935      |           | Eefselerweg 5         | 52° 1' 21" NB, 6° 35' 38" OL  | 1586/LV05 | landarbeiderswoning Esboom                        |
| schuur                                            | 19e eeuw  |           | Kloosterstraat bij 1b | 52° 0' 37" NB, 6° 36' 0" OL   | 1586/LV07 | schuur                                            |
| Kloostercomplex Loreto                            | 1950-1951 |           | Kloosterstraat 5      | 52° 0' 43" NB, 6° 36' 20" OL  | 1586/LV06 | Kloostercomplex Loreto                            |
| RK Christus Koningkerk                            | 1953      |           | Koningsplein 2        | 52° 0' 40" NB, 6° 35' 41" OL  | 1586/LV08 | RK Christus Koningkerk                            |
| pastorie                                          | 1953      |           | Koningsplein 1        | 52° 0' 39" NB, 6° 35' 39" OL  | 1586/LV09 | pastorie                                          |
| Mariakapel                                        | 1946      |           | Oude Groenloseweg     | 51° 59' 57" NB, 6° 34' 31" OL | 1586/LV10 | Mariakapel                                        |

## Mariënvelde
| Object              | Bouwjaar     | Architect | Locatie        | Coördinaten                   | Nr.       | Afbeelding          |
| ------------------- | ------------ | --------- | -------------- | ----------------------------- | --------- | ------------------- |
| Hallenhuisboerderij | 18e/19e eeuw |           | Nicolaasweg 7a | 51° 59' 26" NB, 6° 28' 36" OL | 1586/HV07 | Hallenhuisboerderij |

## Vragender
| Object                                                         | Bouwjaar  | Architect | Locatie              | Coördinaten                   | Nr.       | Afbeelding                                                     |
| -------------------------------------------------------------- | --------- | --------- | -------------------- | ----------------------------- | --------- | -------------------------------------------------------------- |
| kruisbeeld                                                     | 1946      |           | Heelweg bij 3        |                               | 1586/VG01 | kruisbeeld                                                     |
| RK Sint-Antonius van Paduakerk                                 | 1871/1951 |           | Heelweg 1            | 51° 59' 10" NB, 6° 36' 34" OL | 1586/VG02 | RK Sint-Antonius van Paduakerk                                 |
| pastorie                                                       | 1876      |           | Heelweg 3            | 51° 59' 10" NB, 6° 36' 34" OL | 1586/VG03 | pastorie                                                       |
| begraafplaats                                                  | 1870      |           | Heelweg 3            | 51° 59' 8" NB, 6° 36' 31" OL  | 1586/VG04 | begraafplaats                                                  |
| T-boerderij Bennink (Greteman)                                 | 1900      |           | Meddoseweg 6         | 51° 59' 32" NB, 6° 37' 9" OL  | 1586/VG05 | T-boerderij Bennink (Greteman)                                 |
| Hallenhuisboerderij                                            | 1902      |           | Meddoseweg 8         | 51° 59' 31" NB, 6° 37' 9" OL  | 1586/VG06 | Hallenhuisboerderij                                            |
| Voormalig kosterij                                             |           |           | Winterswijkseweg 10  | 51° 59' 10" NB, 6° 36' 35" OL | 1586/VG07 | Voormalig kosterij                                             |
| schoolmeesterswoning                                           | 1885      |           | Winterswijkseweg 18  | 51° 59' 10" NB, 6° 36' 42" OL | 1586/VG08 | schoolmeesterswoning                                           |
| voormalige school School met den Bijbel, helft dubbel woonhuis | 1932      |           | Winterswijkseweg 37  | 51° 59' 12" NB, 6° 36' 49" OL | 1586/     | voormalige school School met den Bijbel, helft dubbel woonhuis |
| voormalige school School met den Bijbel, helft dubbel woonhuis | 1932      |           | Winterswijkseweg 37a | 51° 59' 12" NB, 6° 36' 50" OL | 1586/     | voormalige school School met den Bijbel, helft dubbel woonhuis |
| Hallenhuisboerderij Wassink                                    | 1909      |           | Winterswijkseweg 62  | 51° 59' 6" NB, 6° 37' 11" OL  | 1586/VG09 | Hallenhuisboerderij Wassink                                    |
| T-boerderij Hoge Meinen                                        | 1913      |           | Winterswijkseweg 82  | 51° 58' 23" NB, 6° 38' 1" OL  | 1586/VG10 | T-boerderij Hoge Meinen                                        |

## Zieuwent
| Object                                             | Bouwjaar  | Architect | Locatie                    | Coördinaten                   | Nr.        | Afbeelding                                         |
| -------------------------------------------------- | --------- | --------- | -------------------------- | ----------------------------- | ---------- | -------------------------------------------------- |
| Kruis                                              |           |           | Boersweg                   | 52° 0' 25" NB, 6° 30' 27" OL  | 1586/ZW01  | Kruis                                              |
| Muziekkoepel met gracht en brug                    | 1933      |           | Dorpsstraat bij 32         | 52° 0' 16" NB, 6° 31' 11" OL  | 1586/ZW02  | Muziekkoepel met gracht en brug                    |
| Hallenhuisboerderij                                | 1884/1912 |           | Huijskesdijk 2             | 52° 0' 59" NB, 6° 30' 5" OL   | 1586/MV01  | Hallenhuisboerderij                                |
| Hallenhuisboerderij De Donderwinkel                |           |           | Kevelderstraat 8           | 51° 59' 35" NB, 6° 31' 3" OL  | 1586/ZW04  | Hallenhuisboerderij De Donderwinkel                |
| T-boerderij                                        | 1924      |           | Kunnerij 6                 | 52° 1' 16" NB, 6° 30' 46" OL  | 1586/MV02  | T-boerderij                                        |
| Monument schuilkerk De Katershorst (gedenksteen)   |           |           | Oude Maat tegenover 5      | 52° 1' 26" NB, 6° 31' 10" OL  | 1586/MV03  | Meer afbeeldingen                                  |
| Hallenhuisboerderij                                | 1914      |           | Oude Maat 6                | 52° 1' 25" NB, 6° 31' 10" OL  | 1586/MV04  | Hallenhuisboerderij                                |
| Mariakapel                                         | 1949      |           | Oude Ruurloseweg           | 52° 0' 15" NB, 6° 29' 41" OL  | 1586/ZW05  | Mariakapel                                         |
| Boerderijcomplex Hospels                           | 20e eeuw  |           | Oude Ruurloseweg 26        | 51° 59' 53" NB, 6° 30' 33" OL | 1586/ZW06  | Boerderijcomplex Hospels                           |
| Boerenbond                                         |           |           | Pastoor Zanderinkstraat 30 | 52° 0' 18" NB, 6° 31' 13" OL  | 1586/ZW015 | Boerenbond                                         |
| T-boerderij                                        |           |           | Reindersweg 5              | 52° 0' 28" NB, 6° 29' 29" OL  | 1586/ZW07  | T-boerderij                                        |
| Mariakapel                                         | 1946      |           | Rolderspad                 | 52° 0' 12" NB, 6° 31' 31" OL  | 1586/ZW08  | Mariakapel                                         |
| Schuur                                             |           |           | Roldersweg t.o. 9a         | 52° 0' 5" NB, 6° 31' 56" OL   | 1586/ZW09  | Schuur                                             |
| Boerderij met vrijstaand woonhuis Groot Holkenborg |           |           | Rouwhorsterdijk 24         | 52° 0' 26" NB, 6° 31' 41" OL  | 1586/ZW10  | Boerderij met vrijstaand woonhuis Groot Holkenborg |
| Boerderij                                          | 20e eeuw  |           | Schoppenweg 11             | 52° 0' 12" NB, 6° 30' 35" OL  | 1586/ZW11  | Boerderij                                          |
| Schuur                                             |           |           | Zegendijk 2                | 52° 0' 23" NB, 6° 31' 11" OL  | 1586/ZW12  | Schuur                                             |
| Boerderij met schuur                               |           |           | Zegendijk 5                | 52° 0' 37" NB, 6° 31' 25" OL  | 1586/ZW13  | Boerderij met schuur                               |
| Schoppe                                            |           |           | Zieuwentseweg 55           | 51° 59' 41" NB, 6° 31' 53" OL | 1586/ZW14  | Schoppe                                            |

Aalten · 
Apeldoorn · 
Arnhem · 
Barneveld · 
Berkelland · 
Beuningen · 
Bronckhorst · 
Brummen · 
Buren · 
Culemborg · 
Doesburg · 
Doetinchem · 
Druten · 
Duiven · 
Ede · 
Elburg · 
Epe · 
Ermelo · 
Groesbeek · 
Harderwijk · 
Hattem · 
Heerde · 
Heumen · 
Lingewaard · 
Lochem · 
Maasdriel · 
Montferland · 
Neder-Betuwe · 
Nijkerk · 
Nijmegen · 
Nunspeet · 
Oldebroek · 
Oost Gelre · 
Oude IJsselstreek · 
Overbetuwe · 
Putten · 
Renkum · 
Rheden · 
Rozendaal · 
Scherpenzeel · 
Tiel · 
Ubbergen · 
Voorst · 
Wageningen · 
West Betuwe · 
West Maas en Waal · 
Westervoort · 
Wijchen · 
Winterswijk · 
Zaltbommel · 
Zevenaar · 
Zutphen